# Nombre de Knudsen
El nombre de Knudsen (Kn) és un nombre adimensional que es defineix com el quocient entre la longitud camí lliure mig molecular i una escala de longitud física representativa. Aquesta escala de longitud podria ser, per exemple, el radi d'un cos en un fluid. Aquest nombre adimensional deu el seu nom al físic danès Martin Knudsen (1871–1949).

## Definició
El nombre de Knudsen es defineix com:
{\displaystyle {\mathit {Kn}}={\frac {\lambda }{L}}}
on
- {\displaystyle \lambda } = camí lliure mitjà (m)*
- L = escala de longitud física representativa (m)

Per a un gas ideal, el camí lliure mitjà pot calcular-se de la forma:
{\displaystyle {\mathit {Kn}}={\frac {k_{B}T}{{\sqrt {2}}\pi \sigma ^{2}PL}}}
on
- kB = Constant de Boltzmann (aproximadament 1.38×10−23 J/K)
- T = temperatura (K)
- {\displaystyle \sigma } = diàmetre de partícula (m)
- P = pressió total (Pa)

(* Per a dinàmica de partícules en l'atmosfera, i assumint condicions de temperatura i pressió estàndard, és a dir, 25 °C i 1 atm, s'obté {\displaystyle \lambda } = 8×10−8 m)

## Aplicacions
El nombre de Knudsen serveix per a determinar si cal aplicar la formulació de la mecànica estadística o bé la mecànica del medi continu de la mecànica de fluids: Si el nombre de Knudsen equival a quasi 1 o és més gran que 1, el camí lliure mig és equiparable a l'escala de longitud del problema, i aleshores ja no és una bona aproximació la hipòtesi de medi continu de la mecànica de fluids. En tal cas, caldria usar mètodes estadístics.